# 금잔디 (가수)
금잔디(본명: 박수연, 1979년 5월 15일~)는 대한민국의 가수 겸 방송인이다.

## 학력
- 홍천초등학교 (졸업)
- 홍천여자중학교 (졸업)
- 홍천여자고등학교 (졸업)
- 공주영상정보대학 실용음악학과 (전문학사)
- 동덕여자대학교 방송연예학과 (학사)

## 경력
- KBS 강원 춘천 어린이 합창단(1984~1985)
- KAC 한국예술원 'K-트롯 과정' 교수(2015~2016)

## 데뷔
- 2000년 1집 앨범 《영종도 갈매기》

## 음반
- 2000년 영종도 갈매기 / 젖은 유리창
- 2006년 행복하세요
- 2009년 일편단심(一片丹心)
- 2010년 박구윤, 금잔디 트롯트 국가대표 1, 2집
- 2011년 트롯트 금잔디 1, 2집
- 2011년 박구윤, 금잔디 트롯트 국가대표 3, 4집
- 2011년 트롯트 금잔디 3, 4집
- 2012년 정규 1집 《일편단심》
- 2012년 카페명작 1, 2집
- 2012년 금잔디 Remix Album
- 2012년 정규 2집 《오라버니 / 사랑껌》
- 2013년 트롯트 금잔디 5, 6집
- 2014년 트롯트 금잔디 7, 8집
- 2014년 정규 2.5집 《어쩔사(어쩔 수 없는 사랑) / 여여(如如)》
- 2014년 응답하라 80 & 90 금잔디 1, 2
- 2014년 천상재회
- 2015년 바람의 유혹
- 2015년 트롯트 금잔디 9, 10집
- 2015년 가족을 지켜라 OST - Part.13
- 2015년 초롱새
- 2016년 서울 가 살자
- 2016년 정규 3집 《설렘 - 아저씨 NO.1(넘버원) / 서울 가 살자》
- 2016년 송해 버라이어티 빅쇼 《금잔디 - 신사랑고개, 일편단심 참여》
- 2016년 불어라 미풍아 OST - Part.8
- 2016년 《세월아》 (Trot Ver.)
- 2017년 트로트 Best 금잔디 11, 12집
- 2017년 특집 관광스페셜 트롯트 금잔디 1, 2집
- 2017년 싱글 앨범 'Prince' 《왕자님 / 사랑하니깐》
- 2017년 금잔디 골든베스트
- 2017년 금잔디, 김진규 쌍쌍스페셜 1, 2집
- 2018년 차달래 부인의 사랑 OST - Part.1 《나를 살게 하는 사랑》
- 2018년 《나를 살게 하는 사랑》 (Trot Ver.)
- 2019년 《사랑탑》
- 2020년 《바나나 차차》 (트로트 버전.)
- 2020년 《시치미》
- 2020년 《소양강 봄바람》
- 2021년 《지름길》
- 2022년 정규 4집《당신은 명작》《교차로에서》《영종도 갈매기》리메이크 《소양강 봄바람》리메이크 《울 아부지》《흰 구름》《꽃 사세요》《나를 두고 가거라》《사랑탑》리메이크《시치미》리메이크《나를 살게 하는 사랑》리메이크 《소나기》

## 방송
- 2010년 스토리온 《친절한 미선씨》
- 2010년 SBS funE 《이브의 멘토》
- 2011년 채널뷰 《휴먼르포 마이 트루 스토리》
- 2012년 KBS1 《사랑의 리퀘스트》
- 2014년 JTBC 《썰전》
- 2012년 KBS2 《퀴즈쇼 사총사》
- 2014년 KBS2 《여유만만》
- 2014년 KBS1 《아침마당》
- 2014년 MBC 《휴먼다큐 사람이 좋다》
- 2014년 KBS2 《비타민》
- 2014년 MBC 《기분 좋은 날》
- 2014년 KBS2 《불후의 명곡 - 전설을 노래하다》
- 2014년 KBS2 《가족의 품격 풀하우스》
- 2015년 SBS 플러스 《날씬한 도시락 2》
- 2015년 TV조선 《애정통일! 남남북녀》
- 2015년 MBN 《MBN 뉴스 8》 (인터뷰)
- 2016년 MBN 《고수의 비법 황금알》
- 2016년 MBN 《인생을 즐겨라 비밥바룰라》
- 2017년 TV조선 《내 몸 플러스》
- 2017년 KBS2 《노래싸움 - 승부》
- 2017년 MBC 에브리원 《비디오스타》
- 2017년 TV조선 《음악의 전당》
- 2017년 KBS1 《6시 내고향》
- 2017년 채널A 《TV 주치의 닥터 지바고》
- 2017년 KBS1 《우리말 겨루기》
- 2017년 EBS1 《리얼극장 - 행복》
- 2017년 TV조선 《뒤집는 퀴즈쇼 반전상회》
- 2017년 SBS 《불타는 청춘》
- 2017년 MBN 《아궁이》
- 2018년 채널A 《나는 몸신이다》
- 2018년 한국직업방송 《배워야 산다》
- 2019년 KBS1 《TV쇼 진품명품》
- 2019년 OLIVE 《수요미식회》
- 2020년 채널A 《행복한 아침》
- 2020년 MBC 《미스터리 음악쇼 복면가왕》
- 2020년 TV조선 《신청곡을 불러드립니다 - 사랑의 콜센타》
- 2020년 MBC 《트로트의 민족》 고정
- 2021년 TV조선 《화요일은 밤이 좋아》
- 2022년 KBS2 《오케이 오케이》

## 광고 내역
- 유니메드제약 유니쎈타액

## 수상
- 2011년 제19회 대한민국문화연예대상 성인가요 우수상
- 2012년 제19회 대한민국연예예술상 성인가요 신인가수상
- 2012년 제12회 대한민국 전통가요대상 음반공로상
- 2014년 제22회 대한민국문화연예대상 성인가수 대상
- 2014년 한국을 빛낸 사람들 대상 인기가수대상
- 2014년 MBC가요베스트 인기상
- 2014년 제13회 대한민국 전통가요대상 여자가수부문 우수상
- 2020년 제1회 트롯어워즈 트롯100년 여자 베스트 가수상